# Jan Junell
Jan Gunnar Junell (* 14. Oktober 1956 in Motala) ist ein ehemaliger schwedischer Eisschnellläufer.

## Werdegang
Junell, der für den IFK Rättvik startete, wurde im Jahr 1977 schwedischer Juniorenmeister im Kleinen Vierkampf und in den Jahren 1977 sowie 1981 schwedischer Meister im Großen Vierkampf. Zudem erreichte er bei schwedischen Meisterschaften viermal den zweiten sowie einmal den dritten Platz und trat international erstmals bei den Juniorenweltmeisterschaften 1977 in Inzell in Erscheinung, wobei er die Silbermedaille im Kleinen Vierkampf gewinnen konnte. In den folgenden Jahren nahm er an jeweils sieben Mehrkampfweltmeisterschaften (1978 in Göteborg, 1979 in Oslo, 1980 in Heerenveen, 1981 in Oslo, 1982 in Assen, 1983 in Oslo sowie 1984 in Göteborg) und Mehrkampfeuropameisterschaften (1978 in Oslo, 1979 in Deventer, 1980 in Trondheim, 1981 in Deventer, 1982 in Oslo, 1983 in Den Haag sowie 1984 in Larvik) teil. Seine beste Platzierung dabei war jeweils der achte Platz im Jahr 1982 im Großen Vierkampf. Bei den Olympischen Winterspielen 1980 in Lake Placid belegte er den 21. Platz über 1500 m sowie den 14. Rang über 5000 m  und bei den Olympischen Winterspielen 1984 in Sarajevo den 24. Platz über 1500 m, den 18. Rang über 5000 m sowie den 15. Platz über 10.000 m.

## Erfolge

### Olympische Spiele
- 1980 Lake Placid: 14. Platz 5000 m, 21. Platz 1500 m
- 1984 Sarajevo: 15. Platz 10.000 m, 18. Platz 5000 m, 24. Platz 1500 m

### Mehrkampf-Weltmeisterschaften
- 1978 Göteborg: 13. Platz Großer Vierkampf
- 1979 Oslo: 21. Platz Großer Vierkampf
- 1980 Heerenveen: 12. Platz Großer Vierkampf
- 1981 Oslo: 9. Platz Großer Vierkampf
- 1982 Assen: 8. Platz Großer Vierkampf
- 1983 Oslo: 11. Platz Großer Vierkampf
- 1984 Göteborg: 24. Platz Großer Vierkampf

### Mehrkampf-Europameisterschaften
- 1978 Oslo: 13. Platz Großer Vierkampf
- 1979 Deventer: 14. Platz Großer Vierkampf
- 1980 Trondheim: 11. Platz Großer Vierkampf
- 1981 Deventer: 12. Platz Großer Vierkampf
- 1982 Oslo: 8. Platz Großer Vierkampf
- 1983 Den Haag: 29. Platz Großer Vierkampf
- 1984 Larvik: 16. Platz Großer Vierkampf

## Persönliche Bestleistungen
| Disziplin | Zeit         | Datum           | Ort      |
| --------- | ------------ | --------------- | -------- |
| 500 m     | 39,60 s      | 6. April 1978   | Alma-Ata |
| 1000 m    | 1:19,98 min  | 18. März 1979   | Savalen  |
| 1500 m    | 1:59,75 min  | 3. April 1978   | Alma-Ata |
| 3000 m    | 4:07,90 min  | 6. April 1978   | Alma-Ata |
| 5000 m    | 7:08,60 min  | 3. März 1984    | Inzell   |
| 10.000 m  | 14:50,72 min | 31. Januar 1982 | Oslo     |